# KBS 일요뉴스타임
《KBS 일요뉴스타임》은 KBS 2TV에서 2005년 5월 8일부터 2015년 8월 16일까지 방송했던 뉴스 프로그램이었다.

## 기획 의도
한 주 동안 있었던 뉴스를 종합하여 방송하는 일요 종합 뉴스

## 방송 시간
| 방송 채널 | 방송 기간                          | 방송 시간                       | 방송 분량  |
| --------- | ---------------------------------- | ------------------------------- | ---------- |
| KBS 2TV   | 2002년 11월 3일 ~ 2004년 10월 31일 | 매주 일요일 아침 7시 ~ 8시 30분 | 1시간 30분 |
| KBS 2TV   | 2004년 11월 7일 ~ 2005년 5월 1일   | 매주 일요일 아침 6시 ~ 8시      | 2시간      |
| KBS 2TV   | 2005년 5월 8일 ~ 2008년 3월 30일   | 매주 일요일 아침 7시 ~ 8시      | 1시간      |
| KBS 2TV   | 2008년 4월 6일 ~ 2015년 8월 16일   | 매주 일요일 아침 7시 ~ 7시 40분 | 40분       |

## 앵커

### 메인
| 대수 | 진행자                             | 진행 기간                         | 비고  |
| ---- | ---------------------------------- | --------------------------------- | ----- |
| 1대  | 김준석 前 해설위원                 | 2005년 5월 8일 ~ 2009년 4월 26일  |       |
| 2대  | 박찬형 해설위원                    | 2009년 5월 3일 ~ 2010년 5월 9일   |       |
| 3대  | 한상덕 기자                        | 2010년 5월 16일 ~ 2010년 6월 27일 |       |
| 4대  | 이민우 前 통합뉴스룸 뉴스제작1부장 | 2010년 7월 4일 ~ 2011년 10월 30일 |       |
| 5대  | 한상덕 기자                        | 2011년 11월 6일 ~ 2012년 4월 29일 | [ 1 ] |
| 6대  | 김기흥 기자                        | 2012년 6월 3일 ~ 2014년 2월 2일   |       |
| 7대  | 김현경 기자                        | 2014년 2월 9일 ~ 2015년 8월 16일  |       |

### 서브
| 대수 | 진행자             | 진행 기간                          | 비고 |
| ---- | ------------------ | ---------------------------------- | ---- |
| 1대  | 최동석 前 아나운서 | 2005년 5월 8일 ~ 2006년 4월 2일    |      |
| 2대  | 윤수영 아나운서    | 2006년 4월 9일 ~ 2007년 3월 4일    |      |
| 3대  | 박현선 前 아나운서 | 2007년 3월 11일 ~ 2007년 4월 29일  |      |
| 4대  | 오정연 前 아나운서 | 2007년 5월 6일 ~ 2008년 6월 15일   |      |
| 5대  | 박은영 前 아나운서 | 2008년 6월 22일 ~ 2008년 11월 16일 |      |
| 6대  | 엄지인 아나운서    | 2008년 11월 23일 ~ 2009년 4월 19일 |      |
| 7대  | 오언종 아나운서    | 2009년 4월 26일 ~ 2009년 10월 18일 |      |

## 기상 캐스터
- 이설아 KBS 기상 캐스터

## 코너
- 헤드라인
- 세상 보기
- 경제 브리핑
- 건강 뉴스
- 스포츠 스포츠
- 월드 투데이
- 문화가 산책
- 날씨

## 타이틀 변천사
| 기수 | 프로그램 타이틀  | 방송 기간                        |
| ---- | ---------------- | -------------------------------- |
| 1기  | 생방송 KBS 저널  | 2002년 11월 3일 ~ 2005년 5월 1일 |
| 2기  | KBS 일요뉴스타임 | 2005년 5월 8일 ~ 2015년 8월 16일 |